# Свято-Григоріє-Богословська церква
Свято-Григоріє-Богословська церква — православний храм Одеської єпархії Української православної церкви Московського патріархату в місті Одеса.

## Історія
У період підготовки до святкування 100-річчя міста міський голова Григорій Григорович Маразлі виступив з пропозицією побудувати на свої кошти церкву для духовного розвитку учнів декількох навчальних закладів міста. Місце для церкви було обрано на Старопортофранківській вулиці в провулку між міським 6-ти класним училищем і 2-ю жіночою гімназією. Проєкт храму складено архітектором С. Ландесманом. Закладка нового храму відбулася 9 серпня 1894 і тільки 16 березня 1896 було скоєно урочисте освячення. Освячення храму в ім'я святителя Григорія Богослова і святої мучениці Зої (так звали батьків Григорія Маразлі) здійснив преосвященний Тихон, єпископ Єлісоветградскій, у співслужінні з архієпископом Херсонським і Одеським Іустином.
У 1930 році більшовиками був закритий. Однак, в період румунської окупації деякі з одеських церков відкрили свої двері, серед них був і храм Григорія Богослова і святої мучениці Зої. У травні 1961 відбулося друге закриття храму, після чого його приміщення було віддано під склад хлібокомбінату.
14 березня 1991 році храм знову повернутий УПЦ, після чого церква перейшла до УПЦ МП. 6 лютого 1994 митрополитом Одеським Агафангелом знову освячений після ремонту. У 2002 році храм було розписано одеським іконописцем С. Бурдою.

## Вигляд
Храм має форму древньої базиліки з витонченою дзвіницею і прекрасним фасадом. Храм вдало виконував роль домашній церкві для зазначених навчальних закладів. Крім головного фасаду, храм мав два бічних, вхідні двері яких були звернені: одна у двір Гімназії — для входу учениць; інша, у двір училища — для входу учнів. Вже в той період в церкві було центральне опалення.